# Debbie Isitt
Debbie Isitt (* 7. Februar 1966 in Birmingham) ist eine englische Comicautorin, Filmregisseurin und Performerin.
Debbie Isitt wuchs in London auf besuchte die Grundschule Unserer Lieben Frau von Fatima und die Sekundarschule für Mädchen in Lordswood, bevor sie in Coventry eine Schauspielausbildung absolvierte. Sie ist eine Cousine des Fußballspielers Darren Wassall. Zu Isitts bekanntesten Werken zählen Der Weihnachtsmuffel (2009) und zwei weitere Filme dieser Weihnachtskomödien-Filmreihe, bei denen sie nicht nur Regie führte, sondern auch das Drehbuch schrieb und in Zusammenarbeit mit Nicky Ager für die Musik verantwortlich zeichnet.
2016 versuchte sie sich gemeinsam mit Mark Kilmurry an dem Theaterstück The Woman Who Cooked Her Husband.

## Filmografie (Regie)
- 1997: New Voices (1 Folge)
- 1997: 10x10 (1 Folge)
- 1997: Wasps
- 1999: Nasty Neighbours
- 2006: Confetti – Heirate lieber ungewöhnlich
- 2009: Der Weihnachtsmuffel (auch Drehbuch und Musik)
- 2012: Nativity 2: Danger in the Manger!
- 2013: Love & Marriage (3 Folgen)
- 2014: Nativity 3: Dude, Where’s My Donkey?!
- 2018: Nativity Rocks!
- 2020: The Gays Days